# Bistum Arezzo-Cortona-Sansepolcro
Das Bistum Arezzo-Cortona-Sansepolcro (lateinisch Dioecesis Arretina-Cortonensis-Biturgensis seu Burgi Sancti Sepulchri, italienisch Diocesi di Arezzo-Cortona-Sansepolcro) ist eine in Italien gelegene römisch-katholische Diözese mit Sitz in Arezzo.

## Geschichte
Im 3. Jahrhundert wurde das Bistum Arezzo errichtet. Diese gab am 10. November 1561 Teile seines Territoriums zur Gründung des Bistums Montepulciano ab.
Der Bischof von Arezzo genießt seit 1730 das Recht, das Pallium zu tragen.
Am 30. September 1986 wurden dem Bistum Arezzo durch die Kongregation für die Bischöfe mit dem Dekret Instantibus votis die Bistümer Cortona und Sansepolcro angegliedert. Das Bistum Arezzo-Cortona-Sansepolcro ist dem Erzbistum Florenz als Suffraganbistum unterstellt.

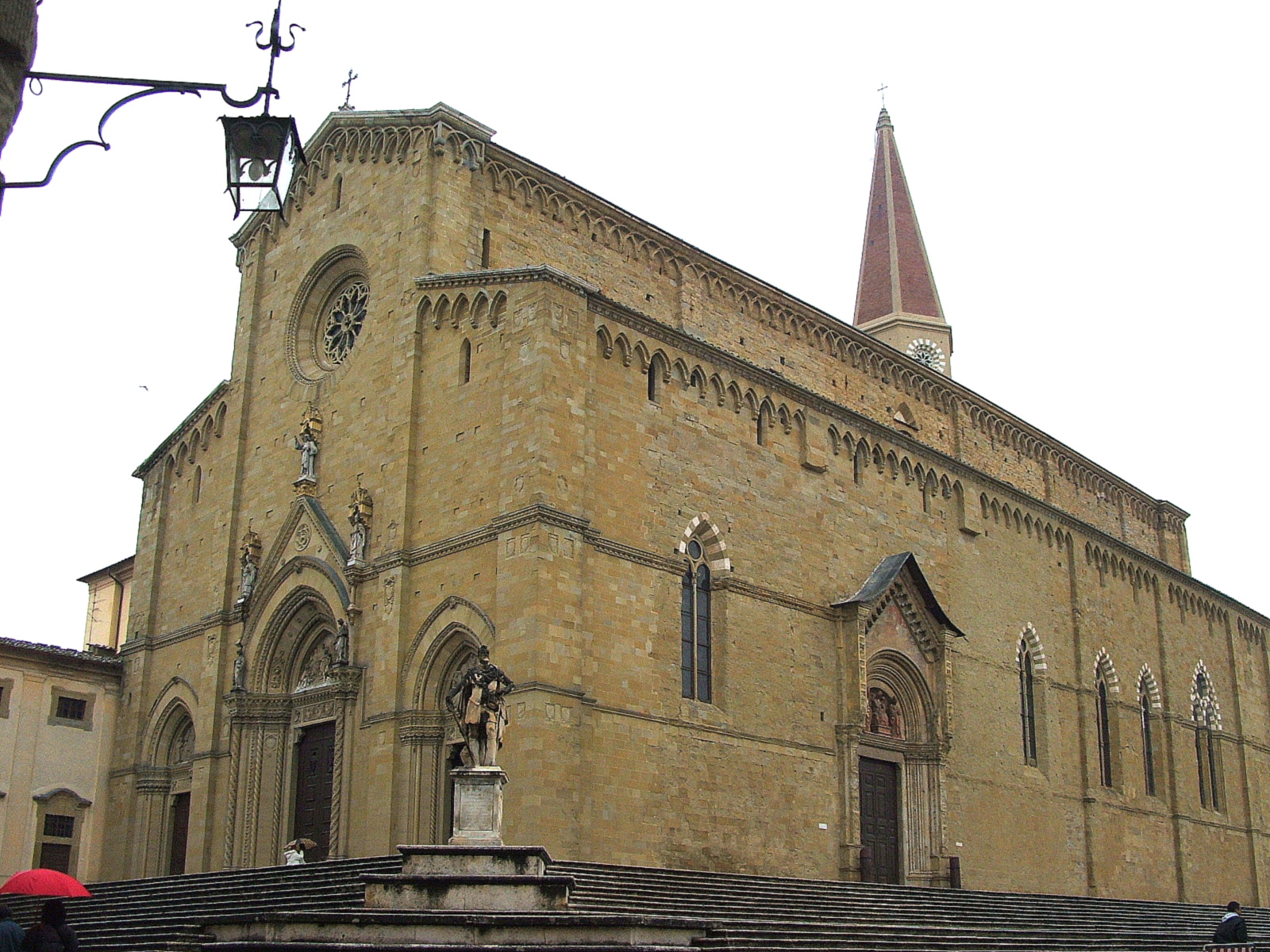
Kathedrale San Donato in Arezzo
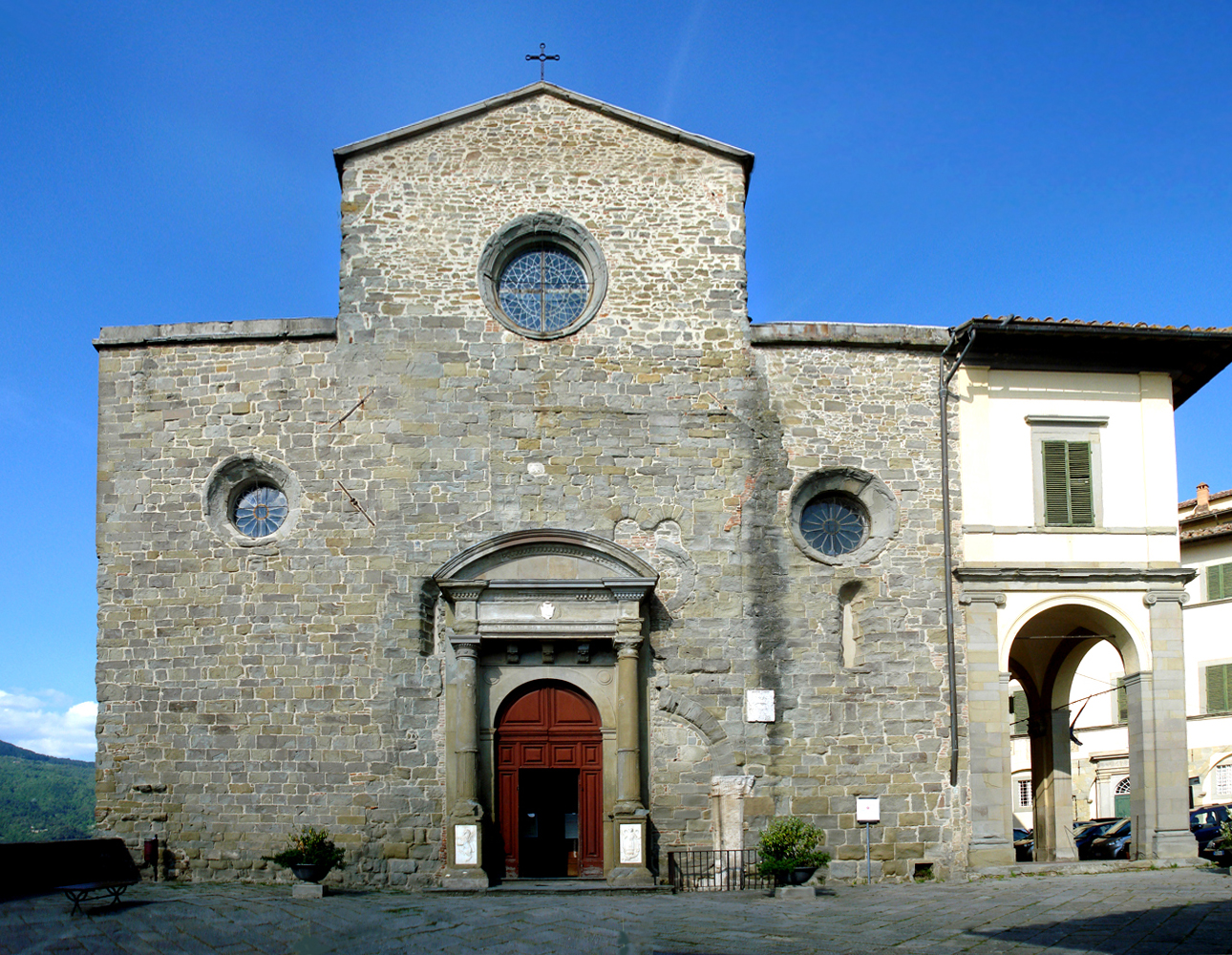
Konkathedrale Santa Maria in Cortona
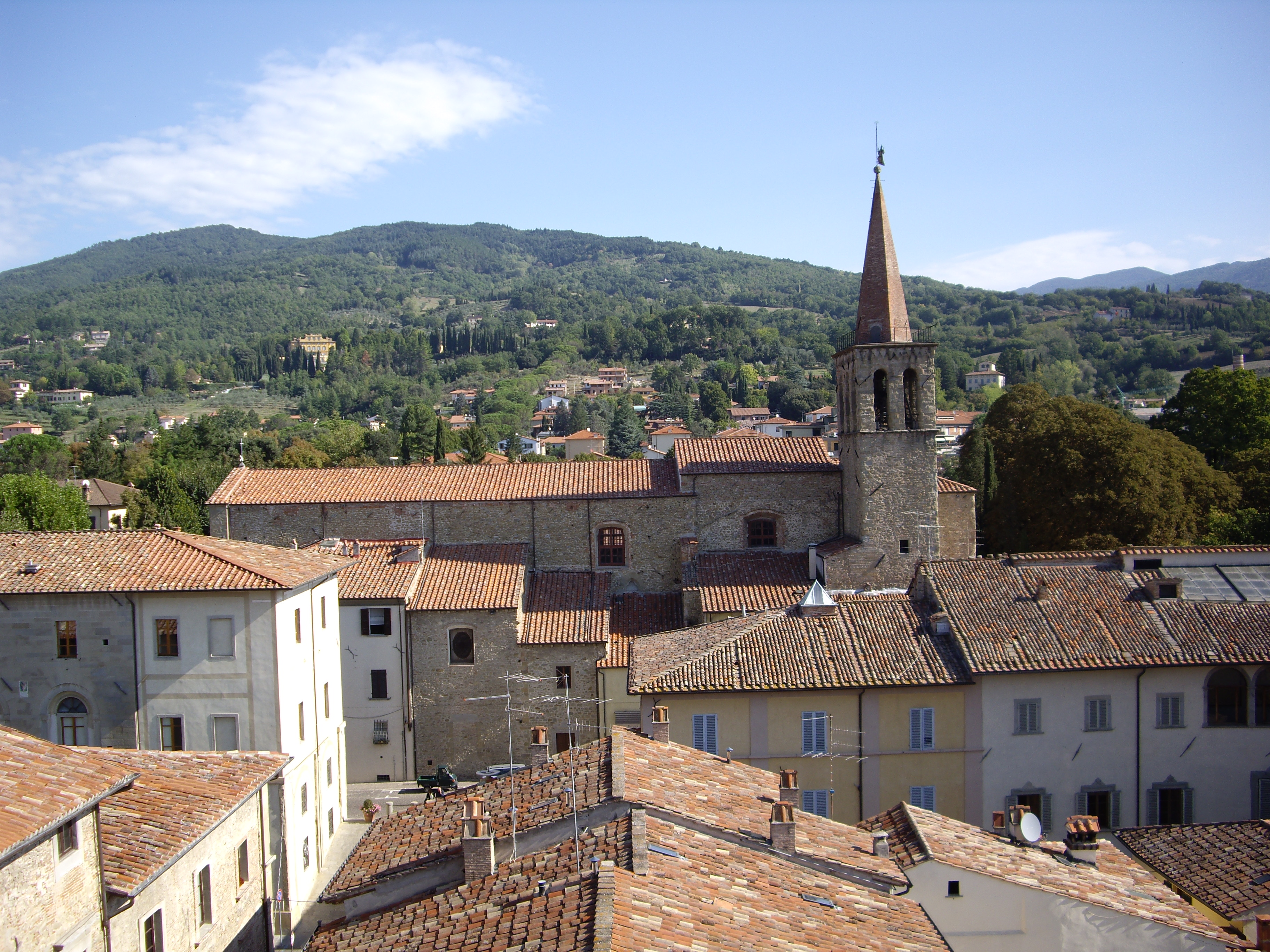
Konkathedrale San Giovanni Evangelista in Sansepolcro